# Todd McFarlane
Todd McFarlane (Calgary, 1961. március 16. –) kanadai képregényrajzoló.
Todd McFarlane a középiskolában kezdett el képregényhősöket rajzolni. A „nagy áttörése” közvetlen azután következett be pár héttel, hogy 1984 márciusában végzett a felsőfokú tanulmányaival.
Toddnak állást ajánlottak a Marvel/Epic Comics-nál, mint a „Scorpio Rose” (tizenegy oldalas back-up történet a „Coyote” című képregényben) egy rajzolója. Aztán a DC-nek dolgozott 1987-ig.
A késő 1980-as és a korai 1990-es években szinte szupersztárrá nőtte ki magát, míg a Marvel Comics birodalomnak dolgozott, mint Pókember („Amazing Spider-Man”) és Hulk (The Incredible Hulk) rajzoló.
1992-ben tulajdonképpen ő segítette a csúcsra az Image Comics kiadót, megkreálva az okkult anti-hőst: Spawnt, egyikét az 1990-es évek (szigorúan csak a statisztikákat nézve is) legnépszerűbb figuráinak. Egy új irányvonalat hozott létre ezzel, mivel szinte egyedülálló módon mind íróként, mind rajzolóként kontrollálhatta a képregényt.